# Мани, Зут
Джордж Бруно Мани ((англ. George Bruno Money), также известен как Зут Мани [англ. Zoot Money]; 17 июля 1942, Борнмут, Хэмпшир, Англия — 8 сентября 2024) — британский клавишник и вокалист. Больше всего он известен как органист на органе Хаммонда группы Big Roll Band. Вдохновившись Джерри Ли Льюисом и Рэем Чарльзом, он начал свою карьеру в 1960-х годах, играя на местных сценах Борнмута и Сохо. Взял сценический псевдоним 'Зут' в честь саксофониста Зута Симса, с которым однажды выступил на одной сцене. Сотрудничал с такими группами и исполнителями, как Эрик Бёрдон, Стив Марриотт, Кевин Койн, Humble Pie, Rocket 88, Сноуи Уайт, Мик Тейлор, Спенсер Дэвис, Джино Вашингтон, Брайан Джозеф Фриел, The Hard Travelers, Widowmaker, Алан Прайс. Также он снимался в фильмах в качестве эпизодического и характерного актёра.

## Музыкальная карьера

### Big Roll Band и Dantalion’s Chariot
В начале 1961 года Мани сформировал группу, которая включала его самого в качестве вокалиста, гитариста Роджера Коллиса, клавишника Эла Китни (позже Trendsetters Limited), басиста Майка «Монти» Монтгомери и барабанщика Джонни Хаммонда. В 1962 году Хаммонда за ударными заменяет Пит Брукс. В то же время в коллективе появляются новые участники: басист Джонни Кинг и тенор-саксофонист Кевин Дрейк.
Музыка группы сочетала в себе элементы джаза и ритм-н-блюза, что помогло группе стать заметнее в свингующие шестидесятые. Выходки Мани как эпатажного фронтмена были обычным делом на концертах группы. В 1964 году Big Roll Band регулярно выступала в Flamingo Club, а Мани параллельно стал играть в группе Алексиса Корнера Blues Incorporated. В середине 1960-х годов к Big Roll Band в качестве ведущего гитариста присоединился Энди Саммерс, который в будущем прославится своим участием в группе The Police.
В июле 1967 года the Big Roll Band переименовалась в Dantalian’s Chariot и, несмотря на отсутствие успеха, в хит-парадах оказалась в центре новой контркультуры, выступая на одной сцене с такими группами, как Pink Floyd, Soft Machine и The Crazy World of Arthur Brown. В том же 1967 году группа выпустила сингл «Madman Running Through the Fields», а спустя год, в апреле 1968, прекратила своё существование.

### 1968—1978
В 1968 году Мани перебрался в США, чтобы стать участником группы Eric Burdon & the New Animals. В июне 1970 года, вернувшись в Великобританию, Мани участвовал в записи альбома бывшего гитариста Fleetwood Mac Питера Грина — The End of the Game, где сыграл партии фортепиано. На протяжении 1970-х годов он играл и записывался с такими группами и исполнителями, как Grimms, Centipede, с Кевином Эйерсом и с Кевином Койном.

### Сольные релизы и Majik Mijits
В конце 1970-х Мани подписал контракт с лейблом Пола Маккартни MPL Communications и в 1980 году записал альбом Mr. Money, продюсером которого выступил Джим Даймонд. В 1981 году Стив Марриотт и Ронни Лейн вместе с Мани образовали группу, которая включала в себя также басиста Джима Левертона, барабанщика Дэйва Хайнза и саксофониста Мела Коллинза. Коллектив записал альбомThe Majic Mijits. Авторами всех песен, вошедших в альбом, были Марриотт и Лейн, но, однако, из-за того, что последний страдал рассеянным склерозом, коллектив не смог отправиться в тур-поддержку альбома. В итоге диск был выпущен только лишь девятнадцать лет спустя.

### 1994—1997
В 1994 году Мани вместе с Аланом Прайсом и с группой The Electric Blues Company, а также с вокалистом/гитаристом Бобби Тенч, басистом Питером Грантом и барабанщиком Марти Уайлдом записал альбом A Gigster's Life for Me. В дальнейшем он часто выступал вместе с Прайсом на гастролях в Великобритании.
В 1997 году вышел альбом прежней группы Мани — The Dantalian’s Chariot, Chariot Rising, который был записан ещё в 1967 году. В 1998 году Мани был продюсером альбома Руби Тёрнер, Call Me by My Name.

### 2002—2005
Выступал клавишником для The Woodstock Taylor и участвовал в записи альбома группы The Aliens «Road Movie» (2002) В 2002 году, Мани участвовал в записи альбома группы Humble Pie Back on Track, выпущенного на лейбле Sanctuary Records. В 2004 году Мани объединился с Питом Гудаллом для перезаписи песни супергруппы Thunderclap Newman — Something in the Air, написанной Джоном «Спиди» Кином. Эта запись стала последней в карьере саксофониста Дика Смит-Хексталла. В 2005 году Мани вновь объединился с Гудаллом, чтобы записать вместе альбом. Авторами всех песен альбома выступили: сам Гудалл и Пит Браун. Вскоре после этого они провели ряд гастролей по Великобритании под именем Good Money. В начале 2006 года Мани вместе с Мэгги Белл и барабанщиком Колином Алленом основал группу The British Blues Quintet, которая также включала в себя бас-гитариста Колина Ходжкинсона и гитариста Миллера Андерсона.

### После 2008
15 июня 2008 года Мани появился с группой The RD Crusaders на благотворительном концерте для фонда помощи подросткам, больных раком на «Лондонском Международном музыкальном шоу». В 2009 году он появился на одной сцене с Мэгги Белл, Бобби Тенчем, Крисом Фарлоу и Аланом Прайсом во время тура по тридцати двум британским концертным площадкам.
Умер 8 сентября 2024 года в возрасте 82 лет.

## Актёрская карьера
С начала 1970-х годов Мани параллельно с музыкальной карьерой начал свою карьеру в качестве киноактёра, снявшись в некоторых фильмах и телесериалах.

### Появление в фильмах
В 1980 году снялся в роли рекламщика в британском фильме Битое стекло (англ. Breaking Glass).

В 1981 году снялся в роли музыкального продюсера-издателя в документальном фильме о группе Madness — Take It or Leave It 

Появился вместе с Эдди Киддом в фильме 1981 года Стремясь высоко (англ. Riding High).

Сыграл роль одного из соседей Леонарда Росситера в короткометражке The Waterloo Bridge Handicap (1978).

### Появление на телевидении
Появляясь в титрах как Дж. Б. Мани или просто Дж. Б., он появился в эпизодических ролях во многих британских телесериалах, включая Бержерак (англ. Bergerac), The Professionals, Чисто английское убийство и Coronation Street.
В 1979 году Мани сыграл эпизодическую роль Лоттерби в киноверсии телесериала BBC Porridge. 

В 1992 и 1993 годах он появился в ситкоме BBC Get Back вместе с Рэем Уинтсоном, Гарри Лэмбом и Кейт Уинслет.

В 2000 году сыграл в фильме Remember a Day, основанном на жизни гитариста Сида Барретта.

## Дискография

### Zoot Money’s Big Roll Band
- См. дискографию в статье Zoot Money’s Big Roll Band в английском разделе.

### Eric Burdon & The Animals
- Every One of Us (1968)
- Love Is (1968)
- Ark (1983)

### Сольная[18]
- Transition (1968), Columbia 8-63231
- Welcome to My Head (1969), Capitol ST318 [USA]
- Zoot Money (1970), Polydor 2482 019
- Mr. Money (1980), Magic Moon/MPL LUNE 1

### В качестве стороннего музыканта
С Эдди Харрисом
- E.H. in the UK (Atlantic, 1973)